# Середньокорейська мова
Середньокорейська мова (кор. 중세 한국어, ханча: 中世 韓國語, трансл. чунсе хангуго) — мертва мова, якою говорили з 10-го по 16-те століття (від періоду корьо до середини періоду правління династії Чосон) на Корейському півострові.
Стандартну середньокорейську мову представляв діалект кесона, оскільки нова династія Корьо перенесла столицю до Кесона.
Одним із найважливіших джерел вважають Цзілінь лейши — збірник праць про Корею (в основному словників ханча з вимовою).

Сторінка з 훈민정음. На ній можна побачити чамо хангилю

Саме в цей період була винайдена писемність хангиль за ініціативою Седжона Великого, а також був написаний документ «Хунмінджон'им» (훈민정음, 訓民正音) на ханча, що пояснював заміну тих чи інших звуків ханчі на хангиль.

## Приклади
Приклади змінення слів, що були в середьокорейській і перейшли в сучасну корейську
- 굴에 (куле) ⇒ 굴레 (кулле): вуздечка
- 기드리다 (кідиріда) ⇒ 기다리다 (кідаріда): чекати
- 구룸 (курум) ⇒ 구름 (курим): хмара
- 쇼 (сьо) ⇒ 소 (со): корова
- 갈아디다 (карадіда) ⇒ 갈라지다 (калладжіда): ділити
- 괴오다 (квеода) ⇒ 괴다 (кведа): підтримувати